# Zeiten ändern dich – Live durch Europa
Zeiten ändern dich – Live durch Europa ist das vierte Video- und Livealbum des Berliner Rappers Bushido. Es erschien am 13. August 2010 über sein Label Ersguterjunge und Sony Music. Die DVD ist von der FSK ab 16 Jahren freigegeben. Im Gegensatz zu den ersten drei Live-Alben des Rappers, die auch extra als CD herauskamen, wurde das Album nur als DVD-Version (inklusive CD) veröffentlicht.

## Inhalt
Das Album enthält einen 80-minütigen Tourfilm, der Bushido auf seinen Auftritten quer durch Europa begleitet. Zudem beinhaltet es einen Konzertmitschnitt von seinem Auftritt in Ludwigsburg. Mit elf Liedern wurden die meisten von Bushidos zugehörigem Studioalbum Zeiten ändern dich entnommen. Weitere gespielte Stücke stammen von seinem Studioalbum Heavy Metal Payback (ein Song) und dem Kollaboalbum Carlo Cokxxx Nutten 2 (zwei Tracks). Außerdem ist ein Titel aus Kay Ones Studioalbum Kenneth allein zu Haus enthalten. Beim Konzert wird Bushido von den damals bei Ersguterjunge unter Vertrag stehenden Künstlern Kay One, Fler und Nyze unterstützt.
Des Weiteren enthält die DVD Musikvideos zu den Liedern Alles wird gut und Zeiten ändern dich.

## Covergestaltung
Das Albumcover ist in blauen Farbtönen gehalten und zeigt Bushido, der sich das Mikrofon vor den Mund hält, bei seinem Auftritt. Rechts im Bild befinden sich die Schriftzüge Zeiten ändern dich, Bushido und Live durch Europa in Weiß.

## Titelliste
DVD:
| # | Titel                                       | Länge |
| - | ------------------------------------------- | ----- |
| 1 | Tourfilm: Live durch Europa                 | 79:55 |
| 2 | Konzert: Live in Ludwigsburg                | 52:26 |
| 3 | Videos: Alles wird gut + Zeiten ändern dich | 6:52  |

CD / Download:
| #  | Titel                | Länge | Album                  |
| -- | -------------------- | ----- | ---------------------- |
| 1  | Intro                | 1:59  | Zeiten ändern dich     |
| 2  | Ein Mann Armee       | 3:21  | Zeiten ändern dich     |
| 3  | 23 Stunden Zelle     | 3:04  | Zeiten ändern dich     |
| 4  | Zeiten ändern dich   | 3:28  | Zeiten ändern dich     |
| 5  | Lichtlein            | 3:29  | Zeiten ändern dich     |
| 6  | Es tut mir so leid   | 3:42  | Zeiten ändern dich     |
| 7  | Airmax auf Beton     | 2:10  | Zeiten ändern dich     |
| 8  | Battle on the Rocks  | 2:33  | Zeiten ändern dich     |
| 9  | Vergeben & Vergessen | 3:33  | Zeiten ändern dich     |
| 10 | Öffne uns die Tür    | 3:09  | Zeiten ändern dich     |
| 11 | Alles wird gut       | 3:45  | Zeiten ändern dich     |
| 12 | Zu Gangsta           | 2:35  | Carlo Cokxxx Nutten 2  |
| 13 | Mit dem BMW          | 4:03  | Zeiten ändern dich     |
| 14 | Style & das Geld     | 3:49  | Kenneth allein zu Haus |
| 15 | Highlife             | 1:52  | Carlo Cokxxx Nutten 2  |
| 16 | Für immer jung       | 5:47  | Heavy Metal Payback    |

## Chartplatzierungen
Die Verkäufe des Albums werden mit denen des Studioalbums Zeiten ändern dich zusammen gewertet: Nach Veröffentlichung des Livealbums stieg es von Platz 90 auf Rang 9 in den deutschen Charts und hielt sich noch fünf Wochen in den Top 100.